# Valea Muscelului, Argeș
Valea Muscelului este un sat în comuna Mușătești din județul Argeș, Muntenia, România.